# Beurre d'escargot
La beurre d'escargot és una salsa tradicional de la cuina francesa feta amb mantega d'all i julivert (persillade), utilitzada especialment per als cargols de la Borgonya.

## Història
L'any 1814, Charles Maurice de Talleyrand-Périgord, ministre i cap de la diplomàcia del rei Lluís XVIII a l'època de la Restauració borbònica, va demanar al seu xef Marie-Antoine Carême de preparar-li cargols en un sopar ofert en honor al tsar Alexandre I de Rússia a l'hotel Saint-Florentin de París. Així va idear els cargols amb el farciment de mantega, all i julivert que es cuinen al forn i va batejar com escargots à la bourguignonne.
La beurre d'escargot es fa amb mantega reposada durant aproximadament una hora a temperatura ambient, barrejada uniformement amb all (o escalunya) i julivert picat, sal i pebre. La salsa també pot trobar-se congelada en un embolcall de plàstic.
Aquest clàssic de la cuina borgonyesa pot complementar moltes receptes a base de carn, peix, marisc, pasta, arròs, verdures a la provençal o bolets.

## Galeria

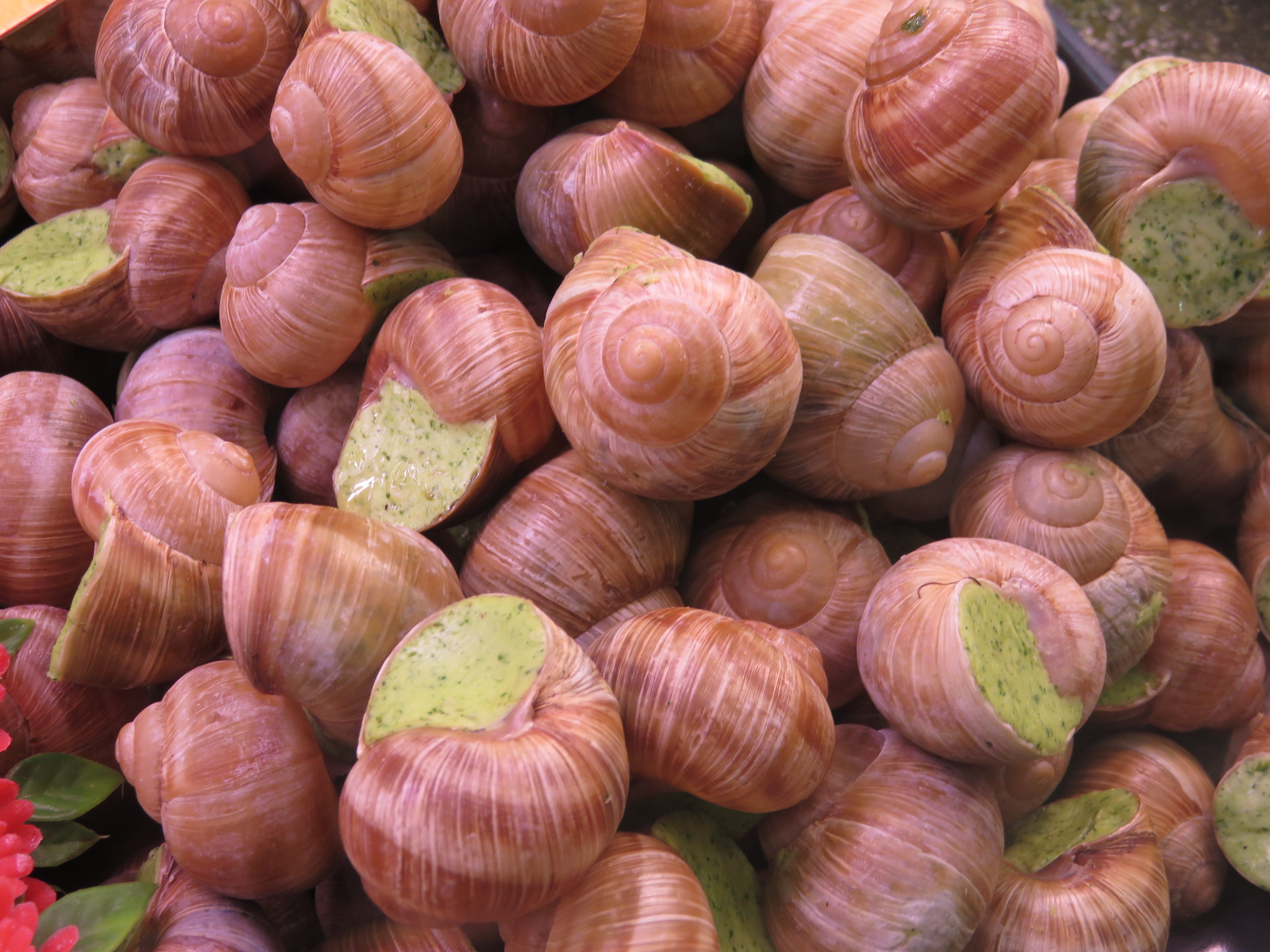
Cargols de la Borgonya abans de cuinar
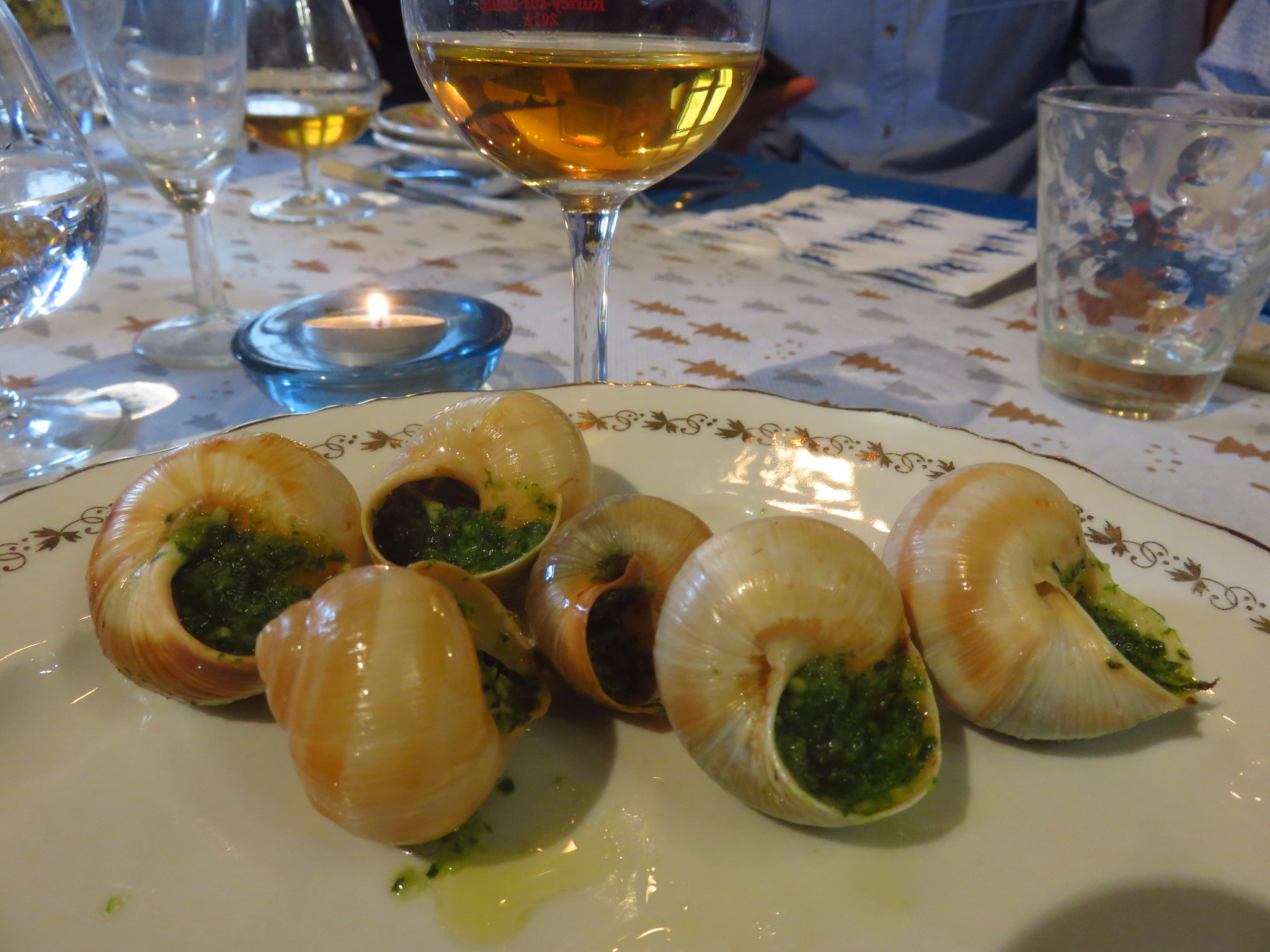
Cargols cuinats amb la seva salsa
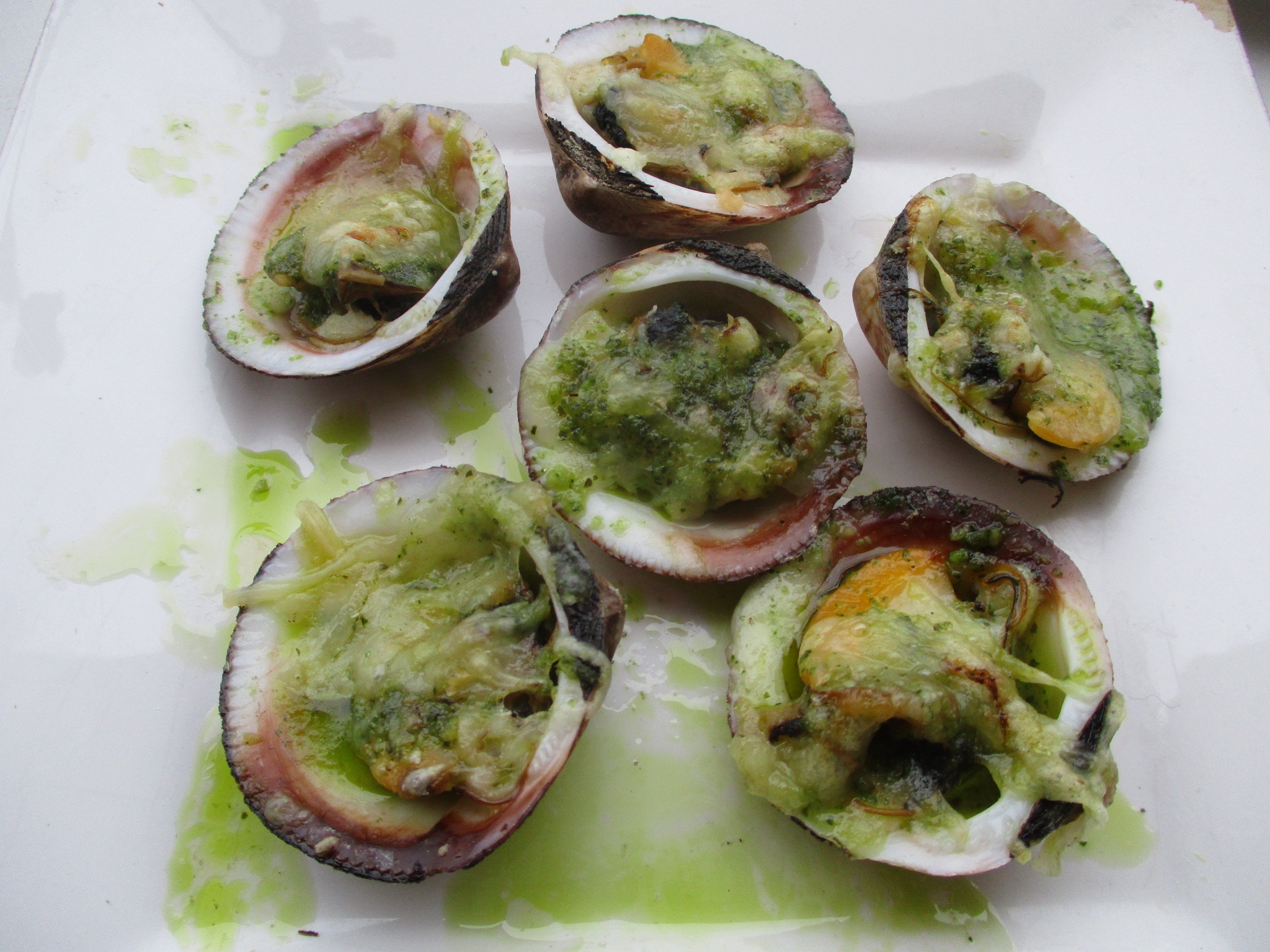
Cloïsses gratinades
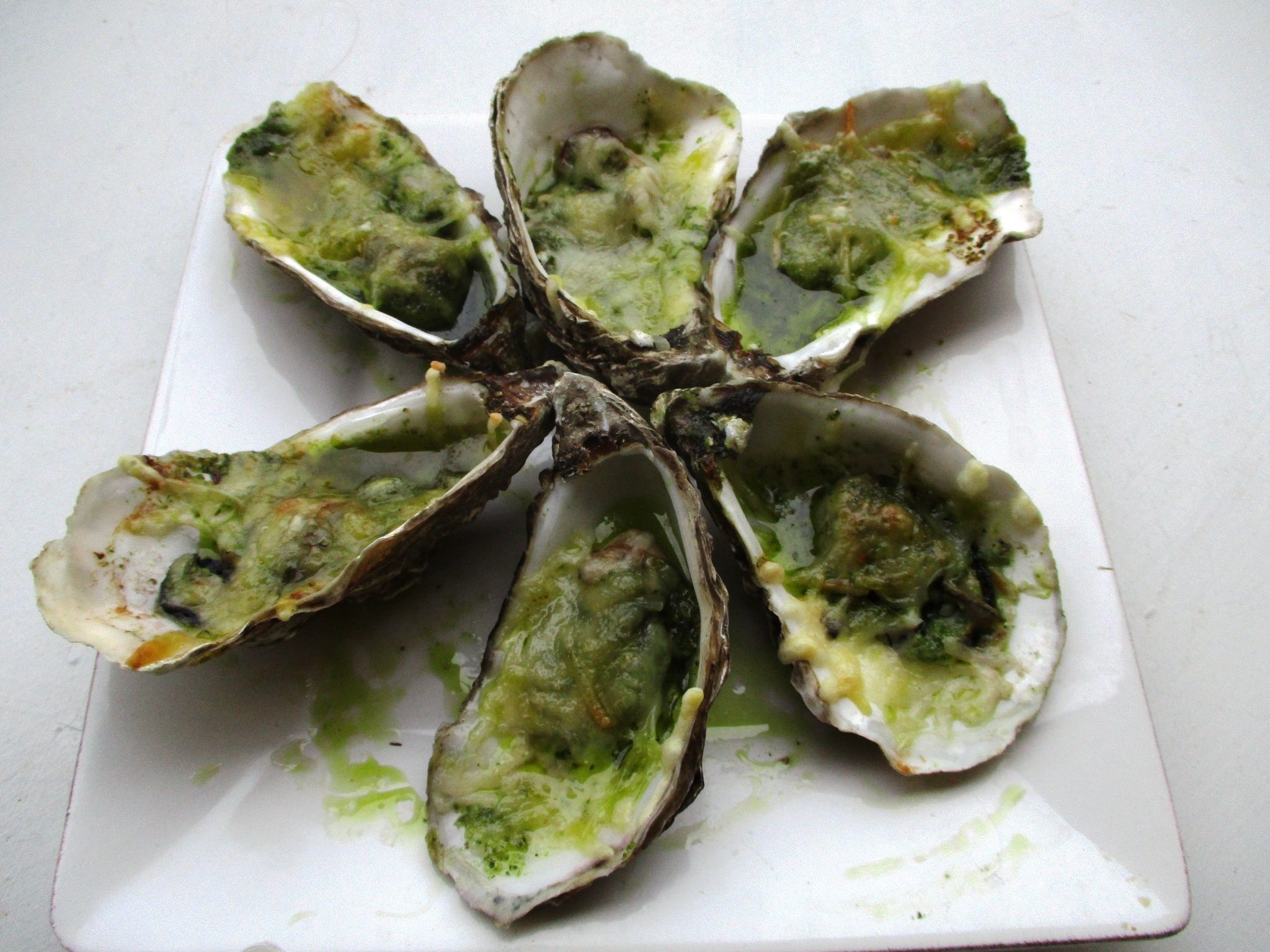
Ostres gratinades